# پویا کلاهی
پویا کلاهی (زاده ۷ مرداد ۱۳۶۵ - تهران) خواننده، آهنگساز، ترانه‌سرا و نوازنده پیانوی اهل ایران در سبک پاپ، راک و تلفیقی است.

## زندگی هنری
پویا کلاهی موسیقی را در ۱۴ سالگی و با نوازندگی پیانو، تمرینات آواز و سرودن شعر و ترانه آغاز کرد. در ۱۳۸۱ در سن شانزده سالگی یک آلبوم موسیقی با آهنگسازی و خوانندگی خودش تهیه و اجرا کرد که این آلبوم به دلیل نبود امکانات کافی در آن زمان، هیچوقت منتشر نشد. رفته رفته به سمت موسیقی راک و سپس موسیقی جَز و بلوز و تلفیقی تمایل پیدا کرد و نوازندگی پیانو را نزد رامین بهنا ادامه داد. تحصیلات او کارشناسی مهندسی صنایع و کارشناسی ارشد پژوهش هنر است.

## جوایز و افتخارات
- تندیس باربد بهترین خوانندگی موسیقی پاپ و تلفیقی در سی و ششمین جشنواره موسیقی فجر برای آلبوم طاووس پربسته (سال ۱۳۹۹)[۷][۸]
- کاندیدای بهترین قطعه سبک بلوز در جشنواره آمریکایی InterContinental Music Awards برای قطعه‌ دوزبانه‌ «مردِ بی‌آرزو»[۹]
- دیپلم افتخار بهترین آهنگسازی موسیقی پاپ و تلفیقی در سی و ششمین جشنواره موسیقی فجر برای آلبوم طاووس پربسته (سال ۱۳۹۹)[۷][۸][۱۰][۱۱]

## آلبوم‌ها
طاووس پربسته (۱۳۹۷)
آلبوم موسیقی طاووس پربسته اثریست با شعر، خوانندگی و آهنگسازی پویا کلاهی و تنظیم قطعات آن به عهده شهرام مؤیدی و پویا کلاهی بوده‌است. این آلبوم یک اثر مولتی ژانر است و قطعات آن در ژانرهای راک، پاپ-راک، بلوز و تلفیقی اجرا شده‌اند.

## تک آهنگ‌ها
چهارشنبه سوری، بیشتر از یک نفر، جمعه بهاری، تهران برفی، یه فرصت دیگه، بی غرور، حومه شهر، گل یخ (بازخوانی ترانه کورش یغمایی)، قهرمان تنها (نسخه تک آهنگ)، مرد بی‌آرزو، بچه‌محل، خونه، فرشته عذاب

## موسیقی انگیزشی
پویا کلاهی در زمینه موسیقی انگیزشی آثاری را منتشر کرده‌است. از آثار انگیزشی او می‌توان به تک آهنگ «بیشتر از یک نفر» و همچنین برخی از قطعات آلبوم طاووس پربسته مانند «طاووس پربسته» و «یه فرصت دیگه» اشاره کرد.